# Монтаназо-Ломбардо
Монтаназо-Ломбардо (італ. Montanaso Lombardo) — муніципалітет в Італії, у регіоні Ломбардія,  провінція Лоді.
Монтаназо-Ломбардо розташоване на відстані близько 440 км на північний захід від Рима, 45 км на південний схід від Мілана, 18 км на південь від Лоді.
Населення — 2296 осіб (2014).

## Демографія
Населення за роками:

Станом на 1 січня 2023 року в муніципалітеті офіційно проживало 100 іноземців з 21 країни, серед них 46 громадян країн Євросоюзу та 3 громадяни України.

## Сусідні муніципалітети
- Боффалора-д'Адда
- Гальганьяно
- Лоді
- Мулаццано
- Таваццано-кон-Віллавеско